# Cinco Olivas
Cinco Olivas – gmina w Hiszpanii, w prowincji Saragossa, w Aragonii, o powierzchni 2,25 km². W 2011 roku gmina liczyła 119 mieszkańców.